# Ambossfleck-Würfel-Dickkopffalter
Der Ambossfleck-Würfel-Dickkopffalter (Pyrgus onopordi), auch Südwestlicher Würfeldickkopf genannt, ist ein Falter aus der Familie der Dickkopffalter.

## Merkmale
Die Vorderflügellänge beträgt 11 bis 14 Millimeter. Der Falter ist dunkelbraun mit leicht gelblichem Anflug. Die Vorder- und die Hinterflügel haben deutliche gelbliche Flecke. Besonders ausgeprägt ist der Fleck in Zelle sieben. Die Unterseite der Hinterflügel ist hell gelbbraun sowie leicht dunkel marmoriert mit gelben Adern. Auffallend ist ein großer ambossförmiger Diskoidalfleck in den Zellen vier und fünf sowie ein weiterer Fleck in Zelle 1c. Das Weibchen ist normalerweise etwas größer, hat eine dunklere Oberseite und ist in der Regel schwächer gelb beschuppt.
Das gelbliche Ei ist rundlich und an beiden Enden stark abgeplattet. Es weist auf der Oberfläche bis zu zwanzig kräftige Längsrippen auf.
Die Raupe ist hell- bis dunkelbraun mit hellen Nebenrückenlinien. Sie besitzt einen schwarzen Kopf.
Die Puppen sind bläulich bereift mit einer sehr kontrastreichen Zeichnung, wobei die Zeichnung auf dem Rücken des Thorax oft in Flecke und Striche aufgelöst ist.

## Geographisches Vorkommen und Lebensraum
Der Ambossfleck-Würfel-Dickkopffalter ist auf der Iberischen Halbinsel, in Südostfrankreich und in Italien, im Norden bis zum 46. Breitengrad einschließlich des Walliser Rhonetales und der Südalpen beheimatet. In Nordafrika ist er in Marokko und Algerien anzutreffen. Ein einziges Vorkommen auf der Schwäbischen Alb (von 1928) ist inzwischen erloschen. Auch ein fragliches, in der Literatur berichtetes Vorkommen in Slowenien ist inzwischen erloschen. Die Art hält sich an blumenreichen heißen Felshängen, Magerrasen und aufgegebenem trockenem Kulturland bis über 1400 Meter (im Norden des Verbreitungsgebietes) beziehungsweise bis über 2500 Meter in der Sierra Nevada (Spanien) auf.

## Lebensweise
Es werden eine bis drei Generationen pro Jahr ausgebildet. Die Flugzeit der Falter reicht von Mai bis Oktober. Die Raupe überwintert im L4-Stadium, bei später Eiablage auch in jüngeren Stadien (ab L1). Die Raupen fressen an Potentilla hirta, Potentilla pusilla und wahrscheinlich auch an Kriechendem Fingerkraut (Potentilla reptans), Apenninen-Sonnenröschen (Helianthemum apenninum) und Weg-Malve (Malva neglecta).